# Nicholsina denticulata
Nicholsina denticulata es una especie de peces de la familia Scaridae en el orden de los Perciformes.

## Morfología
• Los machos pueden llegar alcanzar los 32 cm de longitud total.

## Distribución geográfica
Se encuentra desde el Golfo de California hasta Ecuador (incluyendo las Islas Galápagos) y el norte del Perú.